# Jaak Aab
Jaak Aab (sinh ngày 9 tháng 4 năm 1960) là một chính trị gia người Estonia của Đảng Trung tâm, người đã giữ chức Bộ trưởng Bộ Giáo dục và Nghiên cứu từ năm 2020. Trước đây, ông từng hai lần giữ chức Bộ trưởng Bộ Hành chính công từ năm 2017 đến 2018 và 2019 đến 2020 và Bộ trưởng Bộ Xã hội (Estonia) từ năm 2005 đến năm 2007.

## Cuộc đời
Jaak Aab học ở Ala (Giáo xứ Helme ở hạt Valga) và ở Viljandi. Sau khi tốt nghiệp trung học năm 1978, ông theo học để trở thành giáo viên dạy tiếng Nga và văn học từ năm 1978 đến năm 1986 tại Học viện Sư phạm ở Tallinn (Tallinna Pedagoogiline Instituut, ngày nay được gọi là Đại học Tallinn). Từ năm 1984 đến năm 1991, ông hoạt động như một giáo viên ở Ala và Võhma. Từ năm 1991 đến năm 1994, Aab làm việc tại Phần Lan.
Khi trở về Estonia, Aab bắt đầu hoạt động chính trị. Từ tháng 11 năm 1994 đến tháng 1 năm 1996, ông là thị trưởng cấp cao của thành phố Võhma. Từ tháng 8 năm 1998 đến tháng 2 năm 2002, Aab giữ chức vụ thị trưởng cao cấp. Từ tháng 2 năm 2002 đến tháng 3 năm 2003, Aab là đại diện tại Quốc hội Estonia (Riigikogu). Từ tháng 7 năm 2003 đến tháng 4 năm 2005, ông là giám đốc điều hành của Hiệp hội các thành phố và khu dân cư Estonia Lưu trữ ngày 24 tháng 6 năm 2021 tại Wayback Machine (Eesti Linnade ja Valdade Liit), trước khi Thủ tướng Andrus Ansip bổ nhiệm ông vào nội các của mình vào năm 2005. Từ ngày 13 tháng 4 năm 2005 đến ngày 5 tháng 4 năm 2007, Jaak Aab từng là Bộ trưởng Bộ Các vấn đề xã hội của Cộng hòa Estonia.
Kể từ tháng 4 năm 2007, Aab là đại diện của Quốc hội Estonia và quyền Chủ tịch Ủy ban Xã hội.

## Đời tư
Jaak Aab đã kết hôn với giáo viên Kaie Aab (sinh năm 1958). Hai vợ chồng có hai con gái.